# Meng Lingzhe
Meng Lingzhe (en chino: 孟令哲; 16 de abril de 1998) es un deportista chino que compite en lucha grecorromana. Participó en los Juegos Olímpicos de París 2024, obteniendo una medalla de bronce en la categoría de 130 kg.

## Palmarés internacional
| Juegos Olímpicos | Juegos Olímpicos | Juegos Olímpicos  | Juegos Olímpicos |
| Año              | Lugar            | Medalla           | Categoría        |
| ---------------- | ---------------- | ----------------- | ---------------- |
| 2024             | París (Francia)  | Medalla de bronce | 130 kg           |